# Ивченков, Виктор Иванович
Виктор Иванович Ивченков (р. 28.06.1962 г., д. Ходыничи, Кобринский район) —  белорусский языковед и журналист. Заведующий кафедрой стилистики и литературного редактирования факультета журналистики Белорусского государственного университета. Доктор филологических наук (2004), профессор (2005 г.).

## Научная деятельность
Окончил Брестский государственный университет имени А.С.Пушкина (филологический факультет, специальность «Русский язык и литература», 1985), Институт языкознания им. Я. Коласа АН БССР (аспирантура, 1988). Повышал квалификацию за рубежом: в США (1995), Польше (1999), Швеции (2002, 2007, 2009), Франции (2003).
С 1989 года работает в БГУ, начал свою карьеру с должности доцента. В 1996 году стал заведующим кафедрой стилистики и литературного редактирования Института журналистики БГУ. Член Белорусского союза журналистов с 1994 года. Занимается исследованием стилистики белорусского и русского языков, посвятил монографии изучению стилей Владимира Короткевича и русского писателя Юрия Казакова. Научные интересы: лингвистика публицистического текста; дискурсный анализ СМИ; стилистика; орфография.
Основал в Беларуси научную школу дискурсного анализа СМИ. Его работа «Дискурс белорусских СМИ. Организация публицистического текста»  дала старт формированию в языкознании и журналистике нового направления - лингвистики публицистического текста. Опубликовал в прессе более 200 материалов по проблемам образования, науки и воспитания. С 1990 г. из-под его пера выходят в печать статьи по вопросам правописания («Красная смена», «Звезда», «Народная газета», «СБ. Беларусь сегодня», «Литература и искусство», «Родное слово», «Белорусский язык и литература», «Начальная школа», «Подснежник» и др.). Один из основных разработчиков проекта новой редакции «Правил белорусского орфографии и пунктуации» (2006-2008 гг.). Автор более 380 научных и методических работ.

## Награды и премии
- Почётная грамота Государственного комитета Республики Беларусь по печати (1996);
- Грамота Министерства образования Республики Беларусь (1998 г.);
- Нагрудный знак «Отличник образования Республики Беларусь» (1999 г.);
- Благодарность Совета Министров Республики Беларусь (1992 г.);
- Премия специального фонда Президента Республики Беларусь (2003 г.);
- Нагрудный знак «Отличник печати Республики Беларусь» (2006);
- Почетная грамота Министерства образования Республики Беларусь (2008, 2012 гг.);
- Почетная грамота Министерства информации Республики Беларусь (2008 г.);
- Лауреат премии Белорусского союза журналистов «Золотое перо» за лучшую журналистскую работу (2011 г.);
- Лауреат премии им. В.И. Пичеты (2011 г.);
- Почетная грамота Национального собрания Республики Беларусь (2012 г.);
- Благодарность Министра информации Республики Беларусь (2012 г.).

## Основные работы
- Дискурс белорусских СМИ. Организация публицистического текста. (недоступная ссылка) Минск, 2003..
- Студенческая печать: проблематика, дизайн, язык и стиль (недоступная ссылка). Минск, 2008. (соавт. А. А. Градюшко, А. К. Свороб).
- Медиариторика: риторические основы журналистики, лингвистика публицистического текста, дискурсный анализ СМИ: курс лекций. - Минск, 2009.